# Milà-Sanremo 1976
La Milà-Sanremo 1976 fou la 67a edició de la Milà-Sanremo. La cursa es disputà el 19 de març de 1976 i va ser guanyada pel belga Eddy Merckx, que s'imposà en solitari a la meta de Sanremo. Amb aquesta victòria Merckx aconseguia la setena i darrera victòria del seu palmarès en aquesta cursa, sent fins al dia d'avui el ciclista que més vegades l'ha guanyat.
191 ciclistes hi van prendre part, acabant la cursa 85 d'ells.
Jean-Luc Vandenbroucke, tercer classificat, fou desqualificat per haver donat positiu en un control antidopatge.

## Classificació final
|    | Ciclista               | Equip                    | Temps      |
| -- | ---------------------- | ------------------------ | ---------- |
| 1  | Eddy Merckx            | Molteni-Campagnolo       | 6h 55' 28" |
| 2  | Wladimiro Panizza      | Scic-Colnago             | + 28"      |
|    | Jean-Luc Vandenbroucke | Peugeot-Esso-Michelin    | -          |
| 3  | Michel Laurent         | Miko-De Gribaldy-Superia | + 31"      |
| 4  | Walter Planckaert      | Maes Pils-Rokado         | + 33"      |
| 5  | Rik van Linden         | Bianchi-Campagnolo       | m. t.      |
| 6  | Patrick Sercu          | Brooklyn                 | m. t.      |
| 7  | Roger de Vlaeminck     | Brooklyn                 | m. t.      |
| 8  | Francesco Moser        | Sanson-Benotto           | m. t.      |
| 9  | Walter Godefroot       | Ijsboerke-Colnago        | m. t.      |
| 10 | Wilfried Wesemael      | Miko-De Gribaldy-Superia | m. t.      |